# Hannes Kaasik
Hannes Kaasik (11 agosto 1978) è un arbitro di calcio estone, internazionale dal 2006 al 2014.